# Diocesi di Bareta
La diocesi di Bareta (in latino: Dioecesis Baretensis) è una sede soppressa del patriarcato di Costantinopoli e una sede titolare della Chiesa cattolica.

## Storia
Bareta, il cui sito, non ancora identificato, dovrebbe trovarsi nell'alta valle del Caistro nell'odierna Turchia, è un'antica sede episcopale della provincia romana di Asia nella diocesi civile omonima. Faceva parte del patriarcato di Costantinopoli ed era suffraganea dell'arcidiocesi di Efeso.
La diocesi è documentata nelle Notitiae Episcopatuum del patriarcato di Costantinopoli fino al XII secolo.
Diversi sono i vescovi conosciuti di questa antica diocesi. Il primo è Giovanni: non fu presente al concilio di Calcedonia del 451, ma nell'ultima sessione venne rappresentato dal suo metropolita, Stefano di Efeso, il quale firmò gli atti per Giovanni tramite Esperio di Pitane. Zosio (o Zotico) era presente al cosiddetto Concilio in Trullo nel 692. Licasto presenziò al secondo concilio di Nicea nel 787. Al concilio di Costantinopoli dell'879-880 che riabilitò il patriarca Fozio partecipò Giorgio, che tuttavia potrebbe essere vescovo di Bareta o di Barata in Licaonia.
La Sigillografia ha restituito il nome del vescovo Teodosio, il cui sigillo è databile al X secolo. Tra XII e XIII secolo sono noti altri tre vescovi, che parteciparono ai sinodi celebrati dai metropoliti a Efeso: Nicola I nel 1167, Alessio nel 1216 e Nicola II nel 1230.
Dal 1933 Bareta è annoverata tra le sedi vescovili titolari della Chiesa cattolica; la sede è vacante dal 18 gennaio 2013.

## Cronotassi

### Vescovi greci
- Giovanni † (menzionato nel 451)
- Zosio (o Zotico) † (menzionato nel 692)
- Licasto † (menzionato nel 787)
- Giorgio ? † (menzionato nell'879)
- Teodosio † (X secolo)
- Nicola I † (menzionato nel 1167)
- Alessio † (menzionato nel 1216)
- Nicola II † (menzionato nel 1230)

### Vescovi titolari
- Hugh John O'Neill † (12 gennaio 1943 - 27 dicembre 1955 deceduto)
- Jules Benjamin Jeanmard † (13 marzo 1956 - 23 febbraio 1957 deceduto)
- Hernán Frías Hurtado † (24 maggio 1957 - 10 dicembre 1970 dimesso)
- Jesús Pla Gandía † (25 marzo 1971 - 16 aprile 1981 nominato vescovo di Sigüenza-Guadalajara)
- Julijan Gbur, S.V.D. † (30 marzo 1994 - 21 luglio 2000 nominato eparca di Stryj)
- Kyr Hlyb Borys Sviatoslav Lonchyna, M.S.U. (11 gennaio 2002 - 18 gennaio 2013 nominato eparca della Sacra Famiglia di Londra)